# Penelope Pussycat
Penelope Pussycat è un personaggio rilevante dei Looney Tunes, protagonista di diversi corti in compagnia di Pepé Le Pew.

## Caratteristiche del personaggio
Penelope è una gatta nera dal muso e la pancia bianca che, per una ragione o per l'altra (spesso appoggiandosi a oggetti freschi di pittura o tingendosi di proposito per sfuggire ai cani), finisce con la schiena e la coda macchiate di bianco, finendo con il sembrare una puzzola, motivo per cui, Pepé le Pew inizia a seguirla ovunque, innamorato pazzo di lei, mentre la gattina inizia a darsela a gambe levate per la puzza emanata dalla moffetta. Nonostante Penelope fugga dal morboso spasimante, anche lei, in alcune occasioni, si innamora di lui (finendo con l'invertire i ruoli), ma solo quando l'odore di Pepé è neutralizzato. Penelope non parla (quasi) mai, con i suoi più tipici versi che sono dei miagoli e fusa preceduti da un "le" alla francese.
Penelope non è la prima vittima delle avance di Pepé, prima di lei ci sono stati un gatto (maschio) con la pelliccia tinta ne Il gatto puzzola e una chihuahua travestita in Profumo di puzzola. Dall'apparizione di Penelope in Per motivi sentimentali, non ci sono state più nuove conquiste da parte della moffetta che farà coppia fissa con la gatta per il resto della loro carriera cinematografica (fatta eccezione per Silvestro in Cani, canili e canarini, una pericolosa gatta selvatica in Pazzo di te e la volpe Claudette in New Looney Tunes).
Penelope rimane senza un nome per un bel pezzo. Nell'episodio La gattsbah ha una padrona, la prima a vocalizzare un nome, ossia Penelope. Ma in Amore sulla neve la sua ciotola ha il nome di Fifì. In Pepé a New Orleans è chiamata Fabrette. E in Louvre, torna da me! viene chiamata Felice.
In Pepé a New Orleans, viene presentata per la prima volta la sua famiglia, composta da un padre bianconero (simile a Silvestro) di nome Pierre, una madre bianca pezzata di nero di nome Fifì e una sorella gemella di nome Jeanette. Mentre in Louvre, torna da me! ha un fidanzato di nome Pierre (già presente in altri corti con il nome di Claude) che tenta, senza successo, di fermare Pepé e salvare la ragazza. 
In Casablanca Bugs, parodia del film Casablanca, Penelope ricopre il ruolo di Ilsa Lund, sotto il nome di Kitty. In questa versione, Penelope ha per la prima volta un ruolo completamente parlato. Differentemente dalla sua controparte, Kitty, anziché andarsene via con Sylvester (Silvestro nel ruolo di Laszlo), scappa dall'aereo poiché ancora perseguitata dal Capitano Louis (Pepé) che l'aveva seguita a bordo, finendo tra le braccia di Bugs (alias Rick), abbracciandosi sotto il paracadute apertosi in ritardo. Da notare che Pepé si invaghisce di lei senza la schiena macchiata.
Ne I favolosi Tiny, Penelope fa un cameo nell'ultimo episodio, "Buon Natale, Tiny Toon", in cui compare in una pellicola vista da Baby Bunny dove è alle solite con Pepé. Inoltre, vi sono due episodi ispirati ai suoi corti: ne "Le follie di Furfolo" quest'ultimo (discepolo di Silvestro) si ritrova la coda macchiata e viene scambiato da una puzzola da Fifì le Fume (discepola di Pepé), quando poi infine si sbarazza della macchia, fa subire lo stesso destino a due randagi che lo tormentano tutto l'episodio; mentre nell'episodio "Gli appuntamenti", è ora Calamity Coyote (discepolo di Willy) a essere incatramato e impiumato da rassomigliare una moffetta dopo che la sua trappola per Speedy Beep (discepolo di Beep Beep) gli si ritorce contro, venendo anche lui perseguitato da Fifì, quando poi riesce a ripulirsi del costume, Speedy Beep casca nella stessa trappola e Calamity punta a Fifì la nuova posizione della sua neo-anima gemella.
In Space Jam, Penelope è vista tra il pubblico durante la partita. In Looney Tunes: Back in Action appare solo nei crediti tormentata da Pepé. Una sua foto compare sulla scrivania di Pierre Le Tanfò in Loonatics Unleashed.
Penelope appare anche nel lungometraggio Titti turista tuttofare dove, dopo aver cercato di acchiappare Titti a Parigi, litiga con Silvestro, a sua volta sulle tracce del canarino, venendo fermati poi dal vigile Pepé che, notando le loro schiene bianche dal caffelatte, inizia a fare la corte ad entrambi. Durante il trambusto, Titti colleziona l'impronta di Penelope e vola via.
Penelope riappare in qualche cameo nelle varie canzoni di The Looney Tunes Show, dove si scopre essere la fidanzata di Pepé.
In Looney Tunes: Il mondo del caos, Penelope compare come personaggio combattente, dove possiede diverse varianti: oltre alla sua forma normale e la sua alterego di Casablanca Bugs (rinominata Penelope Ketty) ha altre alter-ego originali al gioco tra cui stilista, piratessa, contessa, kung-fu e faraona.
Dopo essere stata sostituita come spasimante di Pepé dalla volpe Cludette in New Looney Tunes e dopo una mancata apparizione in Space Jam: New Legends (per quanto compaia nel merchandise) per via della rimozione di Pepé dal cast dei Looney Tunes, Penelope fa la sua prima comparsa in solitaria in Bugs Bunny costruzioni come stilista nell'episodio "La sfilata".

## Apparizioni

### Cortometraggi
- Per motivi sentimentali (1949)
- Sentimental Romeo (1951)
- Il bel Pepé (1952)
- La gattsbah (1954)
- Giulieo e Rometta (1955)
- Amore sulla neve (1955)
- Mandato dal cielo (1956)
- Toccata e fuga (1957)
- Pepé a New Orleans (1959)
- Chi ti ha profumato? (1960)
- Pepé sulle alpi (1961)
- Louvre torna da me! (1962)
- Casablanca Bugs (1995)

### Altri media
- I favolosi Tiny (1990-1992)
- Space Jam (1996) (cameo nei crediti)
- Titti turista tuttofare (2000)
- Looney Tunes: Back in Action (2003)
- Looney Tunes: Back in Action (videogioco) (2003) (cameo)
- Loonatics Unleashed (2005-2007) (cameo)
- The Looney Tunes Show (2011-2014) (cameo)
- Canto di Natale - Il film natalizio dei Looney Tunes (2006)
- Looney Tunes: Il mondo del caos (2018-in corso)
- Space Jam: New Legends (2021) (solo nei merchandise)
- Bugs Bunny costruzioni (2022-in corso)